# دينبي براونينج
دينبي براونينج (بالإنجليزية: Denby Browning)‏ هو لاعب كرة قدم أسترالية أسترالي، ولد في 21 يونيو 1884 في Carlton, Victoria ‏ في أستراليا، وتوفي في 20 ديسمبر 1942 في Burwood, New South Wales ‏ في أستراليا.

## وصلات خارجية
- دينبي براونينج على موقع AustralianFootball.com (الإنجليزية)
- دينبي براونينج على موقع AFLtables.com (الإنجليزية)